# Cathédrale de Piana degli Albanesi
La cathédrale de Piana degli Albanesi est une église catholique romaine de Piana degli Albanesi, en Italie. Il s'agit de la cathédrale de l'éparchie de Piana degli Albanesi.